# Ralf Ginsborg
Ralf Ginsborg (født 11. april 1927 i København, død 2. december 2006 i Skodsborg) var en dansk fodboldspiller.

## Karriere
Ginsborg var medlem af Hellerup IK fra 1938. I 1941 vandt han med HIK's drengehold KBU-mesterskabet med flere spillere, som senere skulle gøre sig bemærket i andre sammenhænge; Paul Elvstrøm, Ole Jensen, Torben Ulrich og Torben Jantzen.
Under besættelsen flygtede Ginsborg til Sverige, hvor han kom med på "flygtninge-landshold" sammen med blandt andet Eigil Nielsen (KB), Arno Nielsen (B.93) og Eyvind Berger (B.93).
Ginsborg nåede at spille 180 divisionskampe for HIK. Han var udtaget til det danske landshold til OL 1952 i Helsinki, men fik ikke spilletid ved den lejlighed. Senere på året opnåede han to A-landskampe. Han nåede også tre U-21 landskampe.

## Personlige forhold
Ginsborg havde fra 1950'erne sit daglige virke i sin tøjforretning i Kongens Lyngby, først på Lyngby Hovedgade og siden 1973 i Lyngby Storcenter, hvor han var med fra centrets start med butikken "Ginsborg". Han var med til at starte Lions Club i Kongens Lyngby i 1962.